# Cononotus substriatus
Cononotus substriatus es una especie de coleóptero de la familia Pyrochroidae.

## Distribución geográfica
Habita en el oeste de Estados Unidos.